# 103P/Гартлі
Комета Гартлі 2, офіційне позначення 103P/Гартлі (103P/Hartley) — короткоперіодична комета із сім'ї Юпітера; відкрита 15 березня 1986 року. За розрахунками, яскравість комети має досягти максимально 7m у 2023 році.

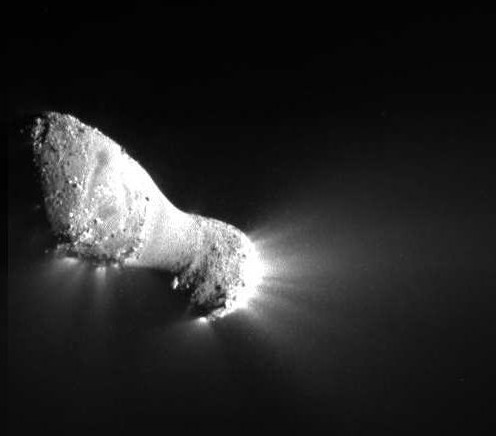
Знімок зонда EPOXI